# Landesgartenschau Fulda 2023
Die Landesgartenschau Fulda 2023 war die 7. Landesgartenschau des Landes Hessen. Die Stadt Fulda an der Fulda im Südosten des Landes Hessen richtete die Gartenschau vom 27. April bis zum 8. Oktober 2023 aus.
Die Landesgartenschau fand an vier Standorten statt.

## Vorgeschichte
1994 hatte Fulda bereits die erste hessische Landesgartenschau ausgerichtet. Diese Gartenschau nutzte Teile des Wassergartens und die Grünanlagen neben dem Genussgarten der 2023er Gartenschau.

## Standorte der Gärten

### Wassergarten
⊙
Der Bereich Wassergarten umfasste den Aueweiher und angrenzende Flächen. Der Aueweiher selbst wurde im Vorfeld der Gartenschau um ein Wasserreinigungssystem ergänzt, dass übermäßiges Algenwachstum verhindern soll. Auf der Gartenschau sind auf dem Gelände der Gärtnermarkt, das Himmelszelt (eine mobile Kirche), die Klangoase (eine Toninstallation), das grüne Klassenzimmer (für Sonderveranstaltungen für Schulen und Kindergärten) sowie der Uferbalkon (Schaubecken für Wasserpflanzen) untergebracht. Im Abschnitt „junger Garten“ wurden Sportmöglichkeiten angeboten.

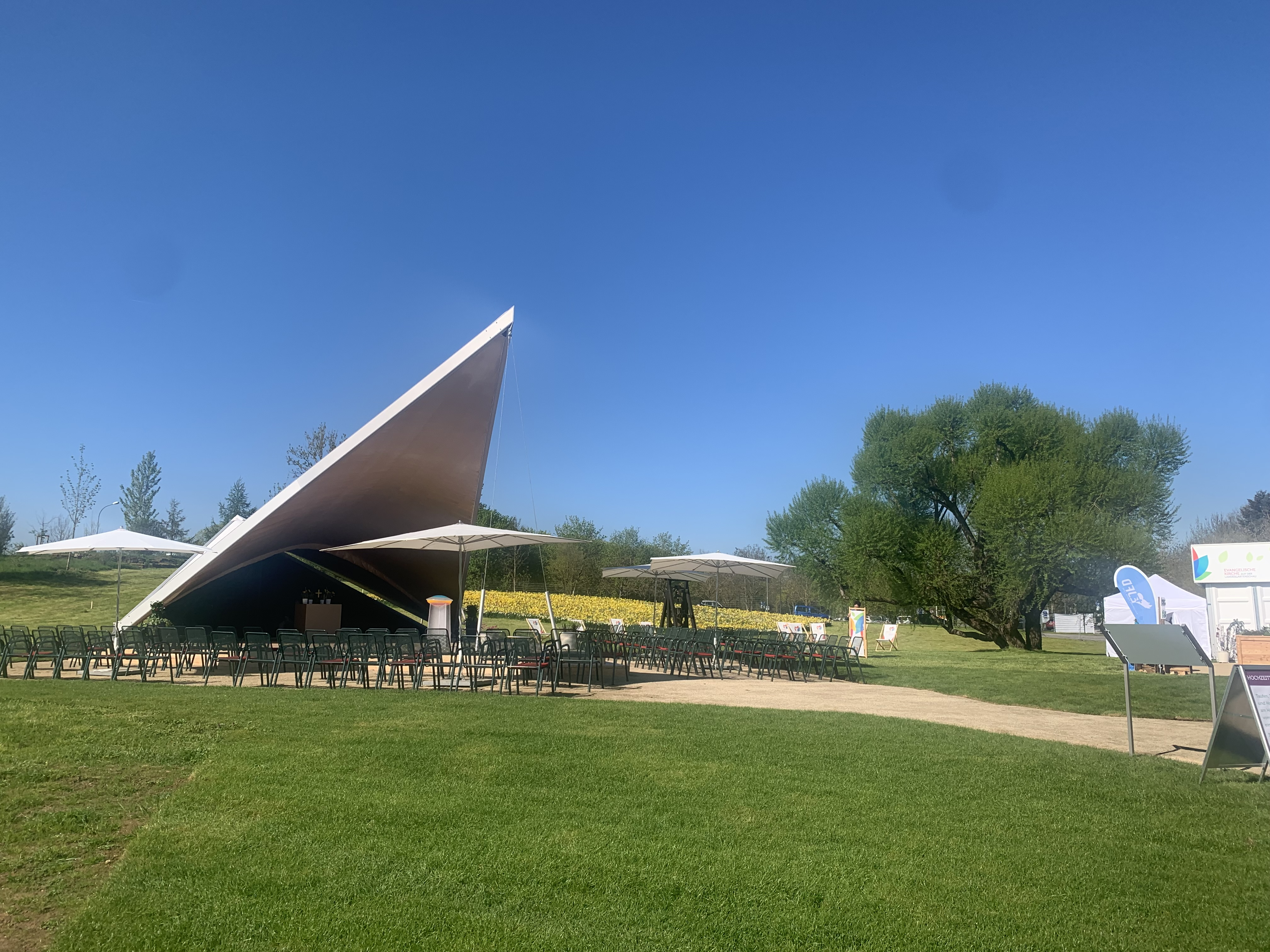
Himmelszelt
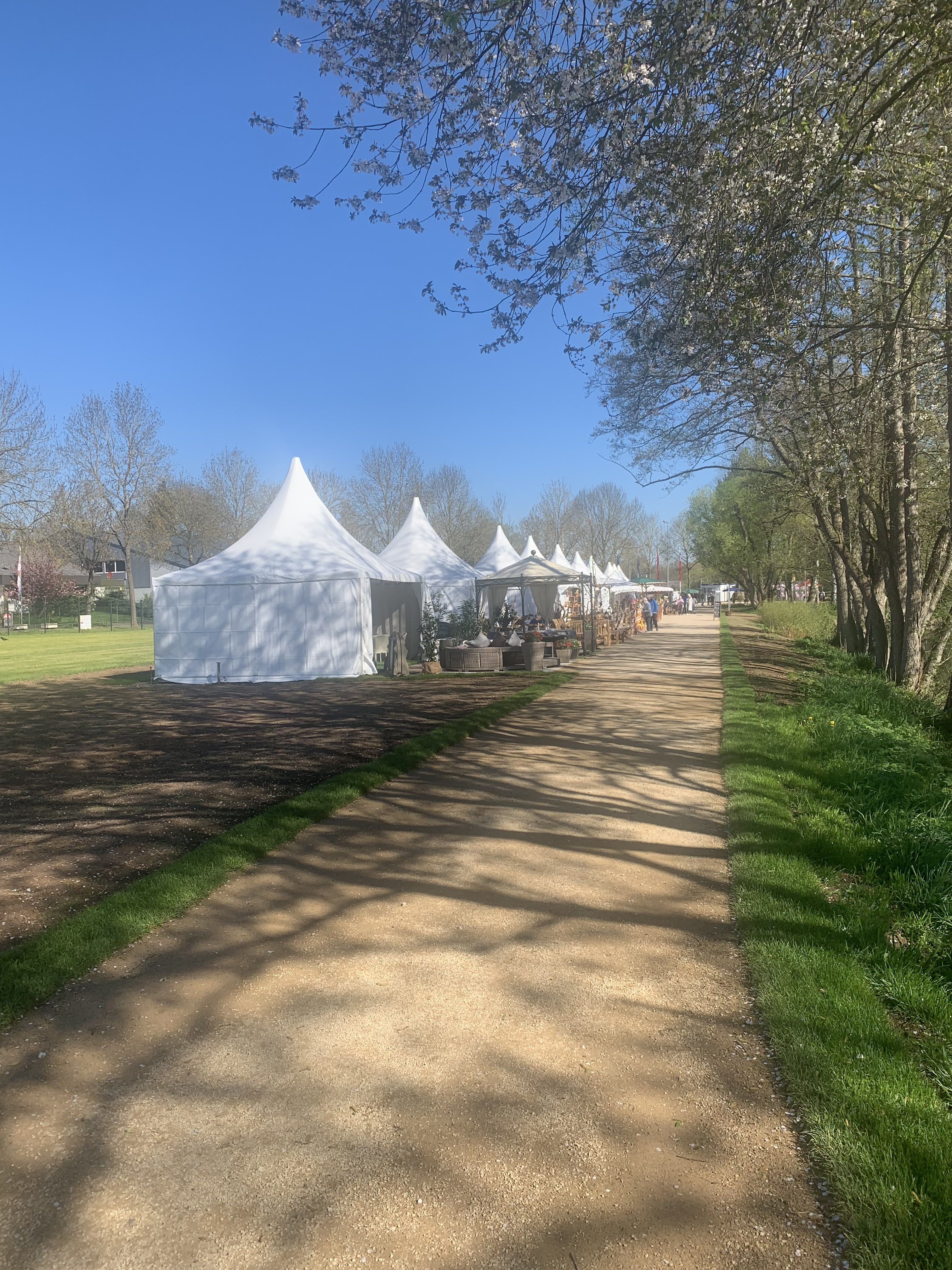
Gärtnermarkt
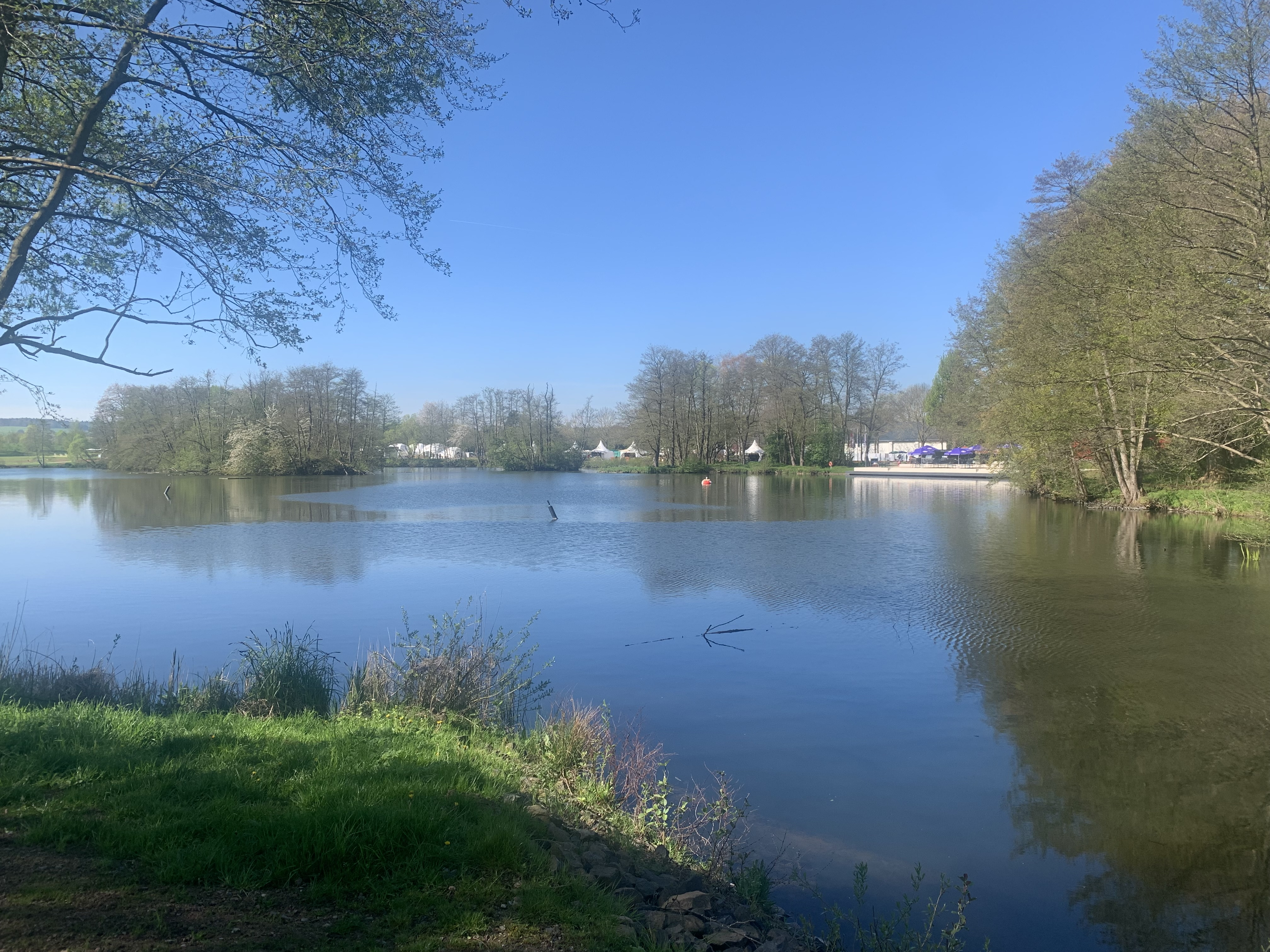
Aueweiher

### Genussgarten
⊙
Der Genussgarten war Schauplatz der zentralen Blumenausstellung und enthält die Hauptbühne sowie die Hauptgastronomie.

### Kulturgarten
⊙
Der Kulturgarten war eine neu angelegte Gartenanlage auf einem Hügel neben der Kreisstraße 164. Er umfasste Themengärten wie den Klimabaumpfad, den chinesischen Garten und den Kletterpflanzengarten.

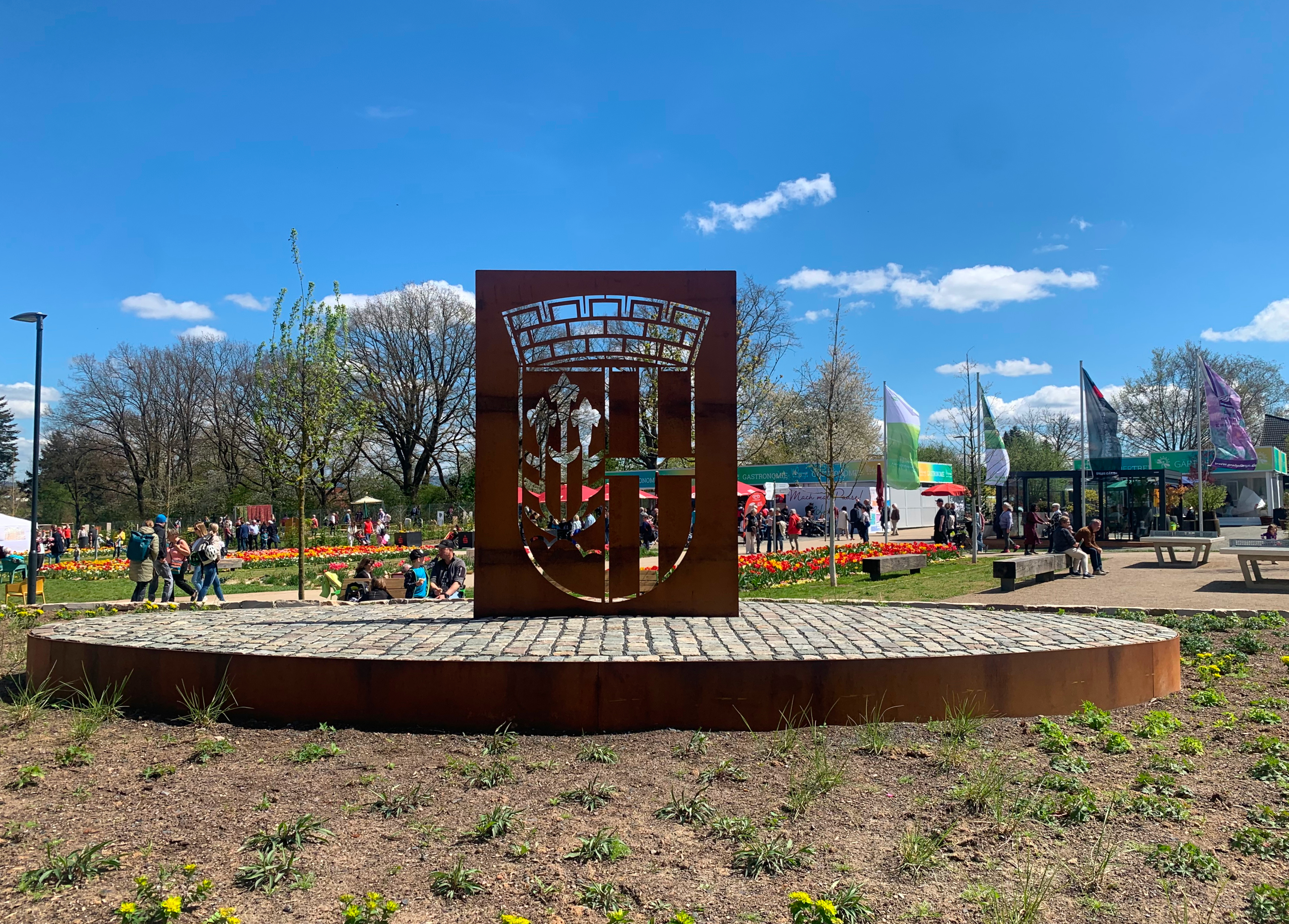
Städtefreundschaft
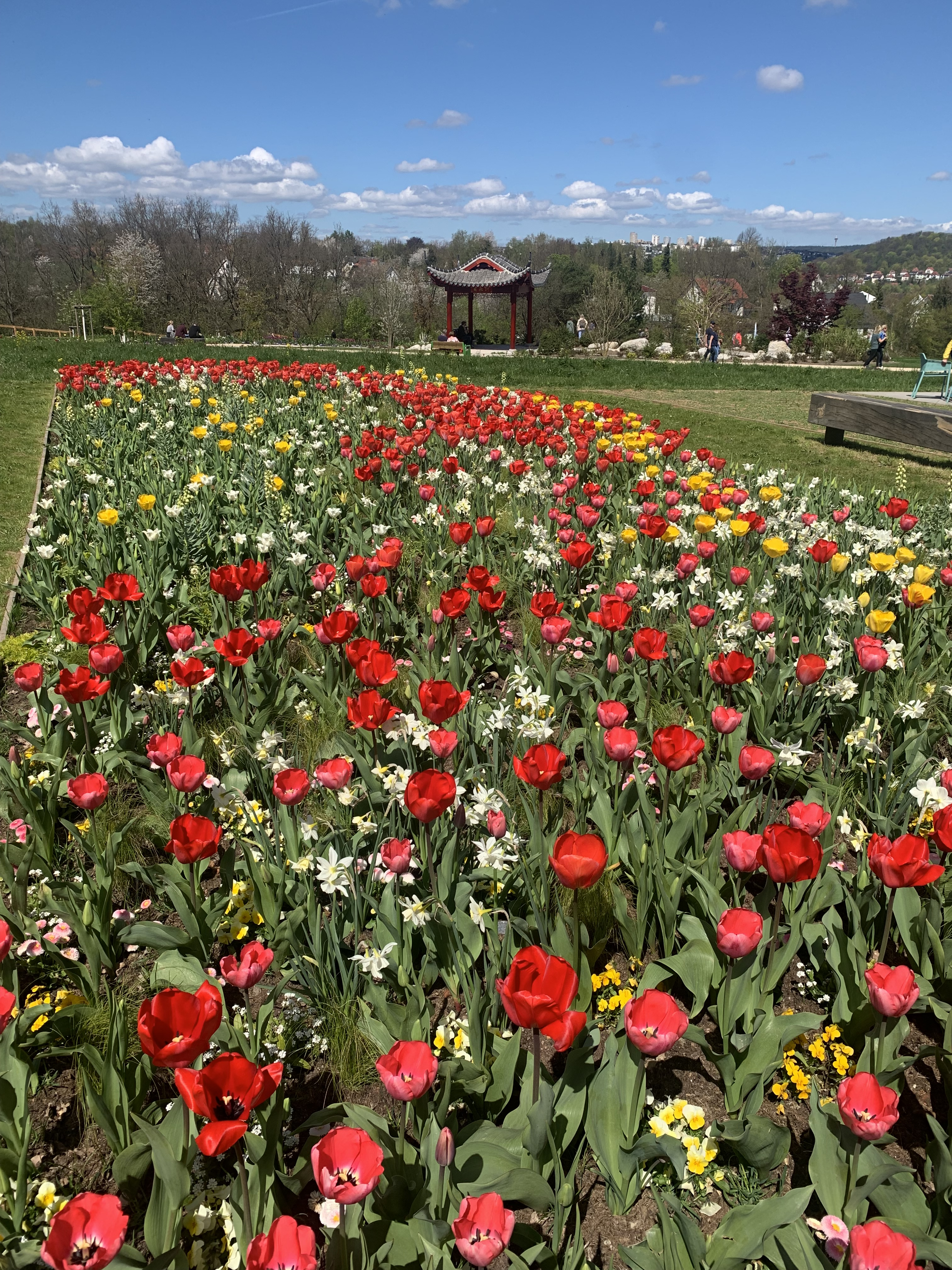
Frühlingsblumen

### Sonnengarten
⊙
Der Sonnengarten war der flächenmäßig größte Teil der Gartenschau. Er umfasste den Tierpark der Stadt, Beartungsgärten des Landes Hessen und eine große Ackerfläche auf der sich die Landwirtschaft präsentierte.

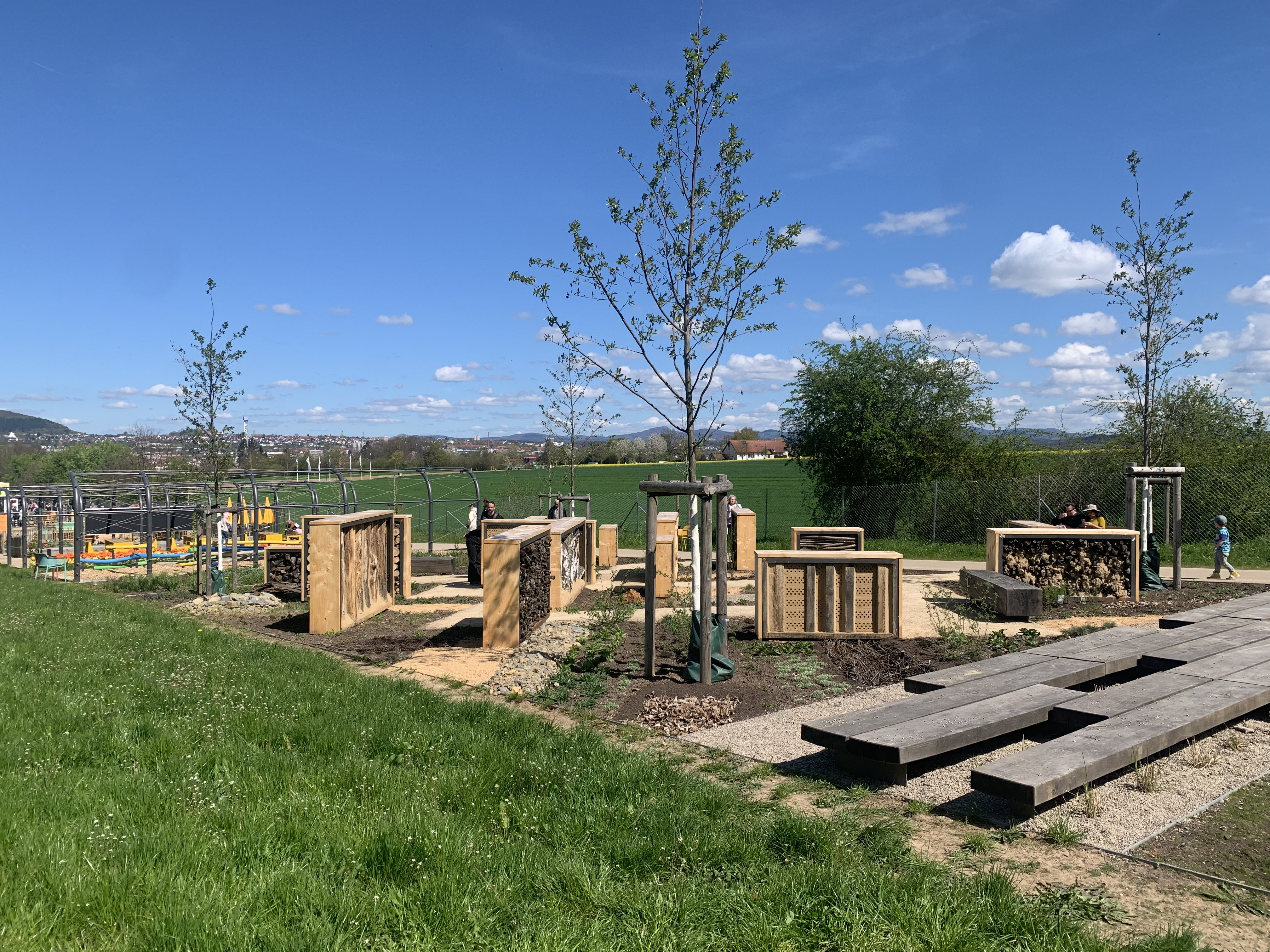
Insektengarten
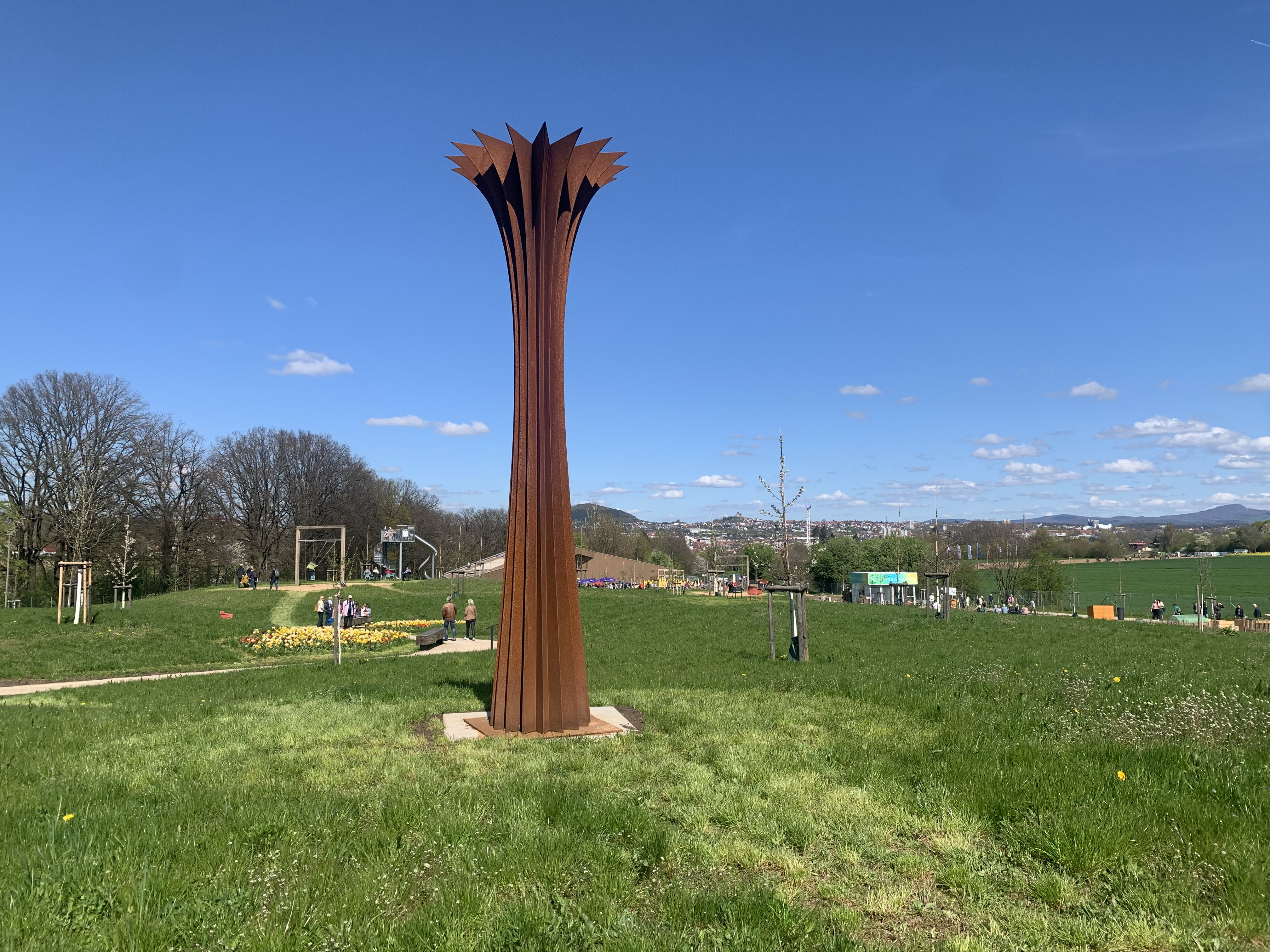
Sonnengarten